# Лаврентьев, Павел Григорьевич
Па́вел Григо́рьевич Лавре́нтьев (1905-1943) — ефрейтор Рабоче-крестьянской Красной Армии, участник Великой Отечественной войны, Герой Советского Союза (1943).

## Биография
Родился в 1905 году в деревне Митяково (ныне — {Селивановский район Владимирской области). Проживал в Муроме, работал бухгалтером в артели.
В августе 1941 года был призван на службу в Красную Армию. С января 1943 года — на фронтах Великой Отечественной войны. Участвовал в Курской битве. К сентябрю 1943 года ефрейтор Павел Лаврентьев был орудийным номером расчёта 981-го зенитно-артиллерийского полка 9-й зенитно-артиллерийской дивизии 40-й армии 1-го Украинского фронта. Отличился во время битвы за Днепр.
28 сентября 1943 года 4-я батарея 981-го зенитно-артиллерийского полка под командованием лейтенанта Константина Аксёнова получила приказ форсировать Днепр. В составе этой батареи было и орудие младшего сержанта Александра Асманова, в расчёт которого входил Лаврентьев. В ночь с 28 на 29 сентября, несмотря на массированный вражеский огонь, расчёт первым в батарее переправился на западный берег реки в районе деревни Зарубинцы. В тот же день немецкими войсками при поддержке авиации была предпринята контратака. Расчёт Асманова в бою сбил один самолёт. 12 октября началось наступление с целью расширения плацдарма. 21 октября батарея Аксёнова передислоцировалась на окраину села Ходоров Мироновского района Киевской области. На рассвете 22 октября позиции советских войск были атакованы бомбардировщиками и артиллерией. Несмотря на массированный огонь, расчёты зенитных орудий продолжали вести огонь по самолётам. Расчёт Асманова сбил ещё один самолёт, доведя свой боевой счёт до пяти самолётов. Одна из сброшенных самолётами бомб попала прямо в окоп, где находился расчёт Асманова, погибший при взрыве в полном составе. Лаврентьев со своими боевыми товарищами был похоронен в селе Ходоров.
Указом Президиума Верховного Совета СССР от 24 декабря 1943 года за «мужество и отвагу, проявленную в боях на правом берегу Днепра» ефрейтор Павел Лаврентьев посмертно был удостоен высокого звания Героя Советского Союза. Также был награждён орденом Ленина и медалью «За отвагу».
В честь Лаврентьева названа улица в Муроме.